# Euxoamorpha
Euxoamorpha là một chi bướm đêm thuộc họ Noctuidae.

## Các loài tiêu biểu
- Euxoamorpha ceciliae Angulo & Rodríguez, 1998
- Euxoamorpha eschata Franclemont, 1950
- Euxoamorpha ingoufii (Mabille, 1885)
- Euxoamorpha mendosica (Hampson, 1903)
- Euxoamorpha molibdoida (Staudinger, 1899)